# Bóg mordu
Bóg mordu (fr. Le Dieu du carnage) – dramat Yasminy Rezy, po raz pierwszy wystawiony przez Jürgena Goscha 8 grudnia 2006 roku w Zurichu. Od tego czasu spektakl wystawiano na scenach najbardziej prestiżowych teatrów, m.in. w Berliner Ensemble, na West Endzie i Broadwayu. Wiosną 2011 odbyła się premiera w Goodman Theatre w Chicago w reżyserii Ricka Snydera. Polska premiera Boga mordu miała miejsce 25 marca 2010 roku na scenie Miniatura Teatru im. Słowackiego w Krakowie (reżyseria: Marek Gierszał, przekład: Barbara Grzegorzewska). 
1 września 2011 roku odbyła się premiera adaptacji - filmu Rzeź (ang. Carnage) w reżyserii Romana Polańskiego.
Spektakl zdobył wiele nagród, między innymi Tony Awards w 2009 roku.

## Opis fabuły
Dwa małżeństwa spotykają się z powodu bójki ich synów, Frederica Reille i Daniela Houille, w wyniku której syn państwa Houille stracił dwa zęby. Czwórka dorosłych to ludzie "na poziomie", którzy taktownie i kulturalnie chcą wyjaśnić nieprzyjemną sytuację. Jednak pozornie niewinne spotkanie stopniowo przeradza się w otwarty konflikt, odsłaniając ciemne strony człowieka żyjącego we współczesnej cywilizacji.

## Wybrane polskie adaptacje
- 25 marca 2010 roku - Teatr im. Juliusza Słowackiego w Krakowie, reż. Marek Gierszał, występują: Marta Waldera (Véronique), Rafał Dziwisz (Michel), Marta Konarska (Annette), Marcin Kuźmiński (Alain).
- 5 listopada 2010 roku - Teatr Śląski, reż. Henryk Adamek, występują: Barbara Lubos (Véronique), Andrzej Warcaba (Michel), Violetta Smolińska (Annette), Grzegorz Przybył (Alain).
- 4 grudnia 2010 roku - Teatr Ateneum w Warszawie, reż. Izabella Cywińska, występują: Barbara Prokopowicz (Annette), Sylwia Zmitrowicz (Véronique), Artur Barciś (Alain), Krzysztof Tyniec (Michel).
- 15 stycznia 2011 roku - Teatr Polski w Szczecinie, reż. Marek Gierszał, występują: Olga Adamska (Annette), Dorota Chrulska (Véronique), Michał Janicki (Alain), Jacek Piotrowski (Michel).
- 15 stycznia 2011 roku - Teatr Powszechny w Łodzi, reż. Katarzyna Kalwat, występują: Masza Bogucka (Véronique), Ewa Sonnenburg (Annette), Jacek Łuczak (Alain), Jan W. Poradowski (Michel).
- 21 stycznia 2011 roku - Teatr im. Cypriana Kamila Norwida w Jeleniej Górze, reż. Bogdan Koca, występują: Elwira Hamerska-Kijańska (Véronique), Małgorzata Osiej-Gadzina (Annette), Jarosław Góral (Michel), Piotr Konieczyński (Alain).